# Taraxis
Taraxis là một chi thực vật có hoa trong họ Restionaceae.